# Zé do Carmo (futebolista)
José do Carmo Silva Filho (Recife, 22 de agosto de 1961), mais conhecido como Zé do Carmo, é um ex-futebolista brasileiro que atuava como volante. Já trabalhou como treinador e atualmente é comentarista esportivo.

## Carreira
Revelado nas categorias de base do Santa Cruz por "Seu Albuquerque", um irmão do ídolo vascaíno Almir Pernambuquinho, Zé do Carmo conquistou o Campeonato Pernambucano de 1983 no time que também contava com bons jogadores como Django e Ricardo Rocha. Também foi campeão estadual em 1986.
Em 1988 foi para o Vasco da Gama, onde conquistou o Campeonato Carioca daquele ano. Pelo clube de São Januário, tornou-se o capitão e o líder da equipe, além de ter sido um dos principais jogadores na conquista do Campeonato Brasileiro de 1989, num time que tinha nomes como Acácio, Mazinho, William, Tita, Luís Carlos Winck, Sorato, Boiadeiro, Bebeto e Bismarck. Durante quase quatro temporadas em que defendeu o Gigante da Colina, o volante viu o atacante Romário nascer para o futebol. Em meados de 1991, deixou o Vasco e foi para a Acadêmica de Coimbra, de Portugal. No total pelo clube carioca, atuou em 204 partidas e marcou 15 gols.
Zé do Carmo retornou ao Santa Cruz em 1993, onde faturou mais dois títulos pernambucanos em 1993 e 1995. Posteriormente passou por CRB, Ituano e Uniclinic.

### Seleção Nacional
Chegou a ser convocado para a Seleção Brasileira, tendo atuado em quatro partidas e marcado um gol num amistoso contra o Peru.

## Títulos
Santa Cruz
- Campeonato Pernambucano: 1983, 1986, 1993 e 1995

Vasco da Gama
- Taça Jerônimo Bastos: 1988
- Taça Rio: 1988
- Campeonato Carioca: 1988
- Troféu Ramón de Carranza: 1988 e 1989
- Torneio de Metz (França): 1989
- Campeonato Brasileiro: 1989
- Taça Guanabara: 1990
- Taça Adolpho Bloch: 1990

Uniclinic
- Campeonato Cearense - Série B: 1998